# Museer i Stockholm
Dette er en liste over museer i og omkring Stockholm.

## Kunst
- Artipelag
- Millesgården
- Milliken Gallery
- Moderna Museet
- Östasiatiska museet
- Nationalmuseum
- Sven-Harrys Konstmuseum
- Statens centrum för arkitektur och design
- Scenkonstmuseet
- Tensta Konsthall
- Thielska galleriet
- Waldemarsudde

## Historie
- Ekonomiska museet – Kungliga Myntkabinettet
- Medeltidsmuseet
- Medelhavsmuseet
- Skansen
- Etnografisk museum
- Historiska museet
- Stockholms läns museum
- Stadsmuseet Stockholm
- Livrustkammaren
- Armémuseum
- Sjöhistoriska museet
- Nordiska museet
- Vasamuseet
- Judiska museet
- The Viking Museum
- Sveriges museum om Förintelsen

## Videnskab og teknologi
- Nobelmuseet
- Stockholms gamla observatorium
- Spårvägsmuseet
- Biologiska museet
- Tekniska museet
- Naturhistoriska riksmuseet

## Personer
- Hallwylska museet
- Strindbergsmuseet
- ABBA The Museum
- Avicii Experience

## Andre
- Spritmuseum
- Polismuseet